# Erp (Meierijstad)
Erp (Erps dialect: Errûp) is een plaats  in de provincie Noord-Brabant, gelegen in de Meierij van 's-Hertogenbosch. Erp valt onder de gemeente Meierijstad. De kern heeft 7.260 inwoners, op een oppervlakte van 35,86 km². Erp is gelegen aan rivier de Aa.
Tot de BAG-woonplaats Erp behoren de kernen Keldonk en Boerdonk. Exclusief deze kernen telde Erp op 1 januari 2023 5.395 inwoners, op een oppervlakte van 24,58 km².

## Geschiedenis

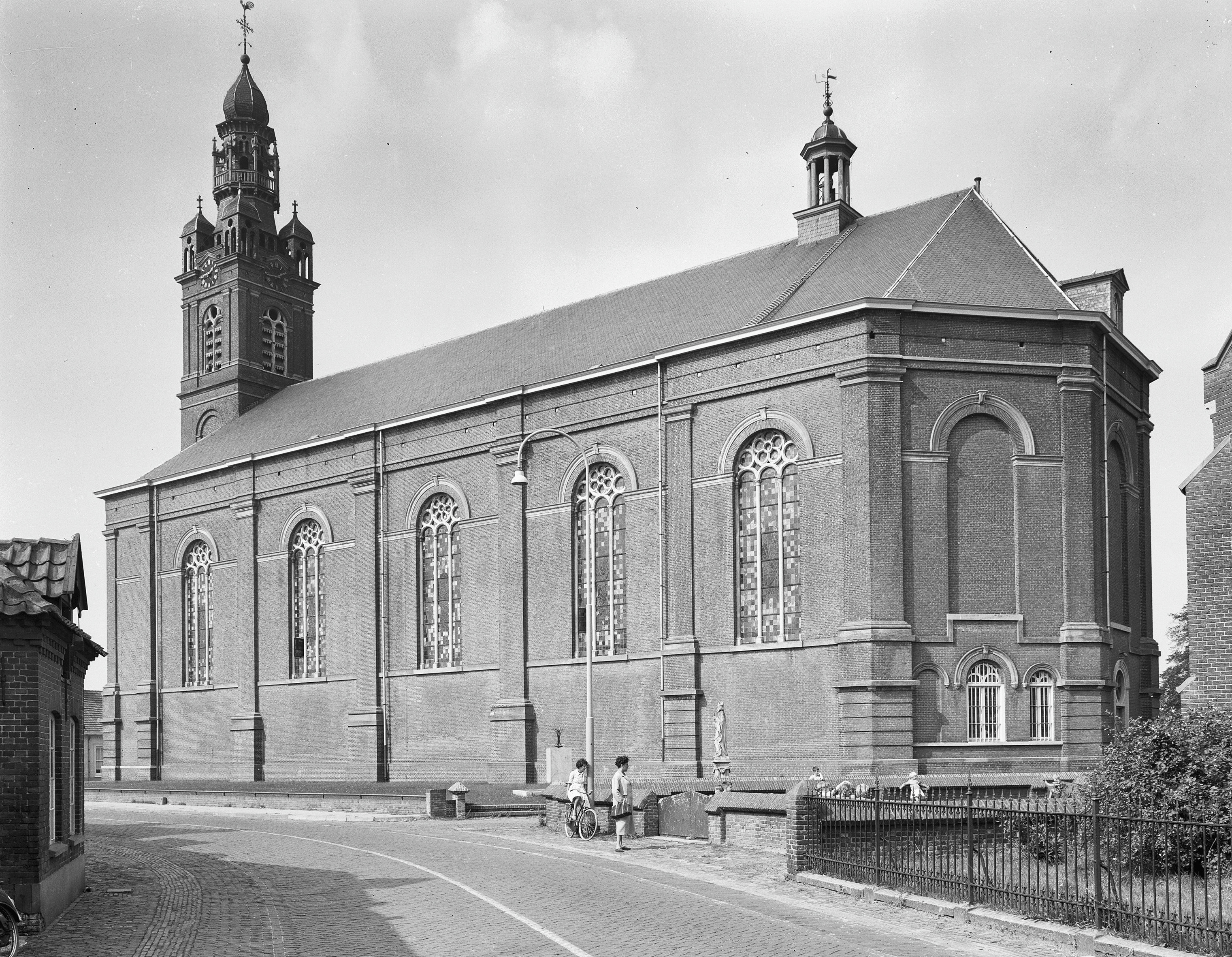
Sint-Servatiuskerk

Na in de vroegste periode deel te hebben uitgemaakt van het Graafschap Rode (Sint-Oedenrode), kwam Erp in de 13e eeuw bij het hertogdom Brabant als onderdeel van de Meierij van 's-Hertogenbosch en bleef het ressorteren onder het kwartier Peelland. Sinds 1300 is Erp officieel een gemeente, wanneer Hertog Jan II van Brabant haar inwoners het recht geeft tot het gebruik van de gemeente gronden voor een jaarlijkse cijns van 6 Leuvensche ponden. Vruchtgebruikers van de heerlijkheid zijn de heren van Erp die wonen op Kasteel Frisselstein te Veghel. Erp en Veghel waren dan ook gedurende het ancien regime als heerlijkheden verenigd onder één heer en werden in stukken betreffende de Meierij gezamenlijk aangeduid als Veghel en Erp, wat de historische verbondenheid tussen deze plaatsen onderstreept. De verbondenheid komt bijvoorbeeld tot uiting in het gehucht Ham, dat oorspronkelijk deels tot Erp en deels tot Veghel behoort. De grootste bebouwing ligt in de voormalige gemeente Veghel, maar het belangrijke herenhuis en naamgever van het gehucht De Hamse Hoef, ligt in de voormalige gemeente Erp.
Erp vormde de grens van de Meierij van 's-Hertogenbosch en paalde met haar gemeente aan de dorpen Boekel en Uden, die eertijds behoorden tot het Land van Ravenstein. Eeuwenlang waren er tussen Erp en deze dorpen geschillen over het juiste verloop van de gemeentegrenzen. Toch was Boekel voor de inwoners van Erp een toevluchtsoord, wanneer Erp samen met de Meierij van 's-Hertogenbosch in 1648 aan de Staatsen wordt toegewezen en daarmee aan de Verenigde Nederlanden komt. De katholieke eredienst wordt verboden, waarop de inwoners van Erp in Boekel hun grenskerk bouwen. Boekel behoorde immers niet tot Staats-Brabant, maar tot het Vrije Land van Ravenstein.
Erp bleef tot 1994 een zelfstandige gemeente en werd toen, in het kader van een gemeentelijke herindeling, met de gemeente Veghel samengevoegd. De nieuwe gemeenteraad besloot in 1994 om de samengevoegde gemeente Veghel te noemen. Vanaf 1 januari 2017 valt Erp onder de gemeente Meierijstad, de fusiegemeente van Sint-Oedenrode, Schijndel en Veghel.

## Dorpsontwikkeling

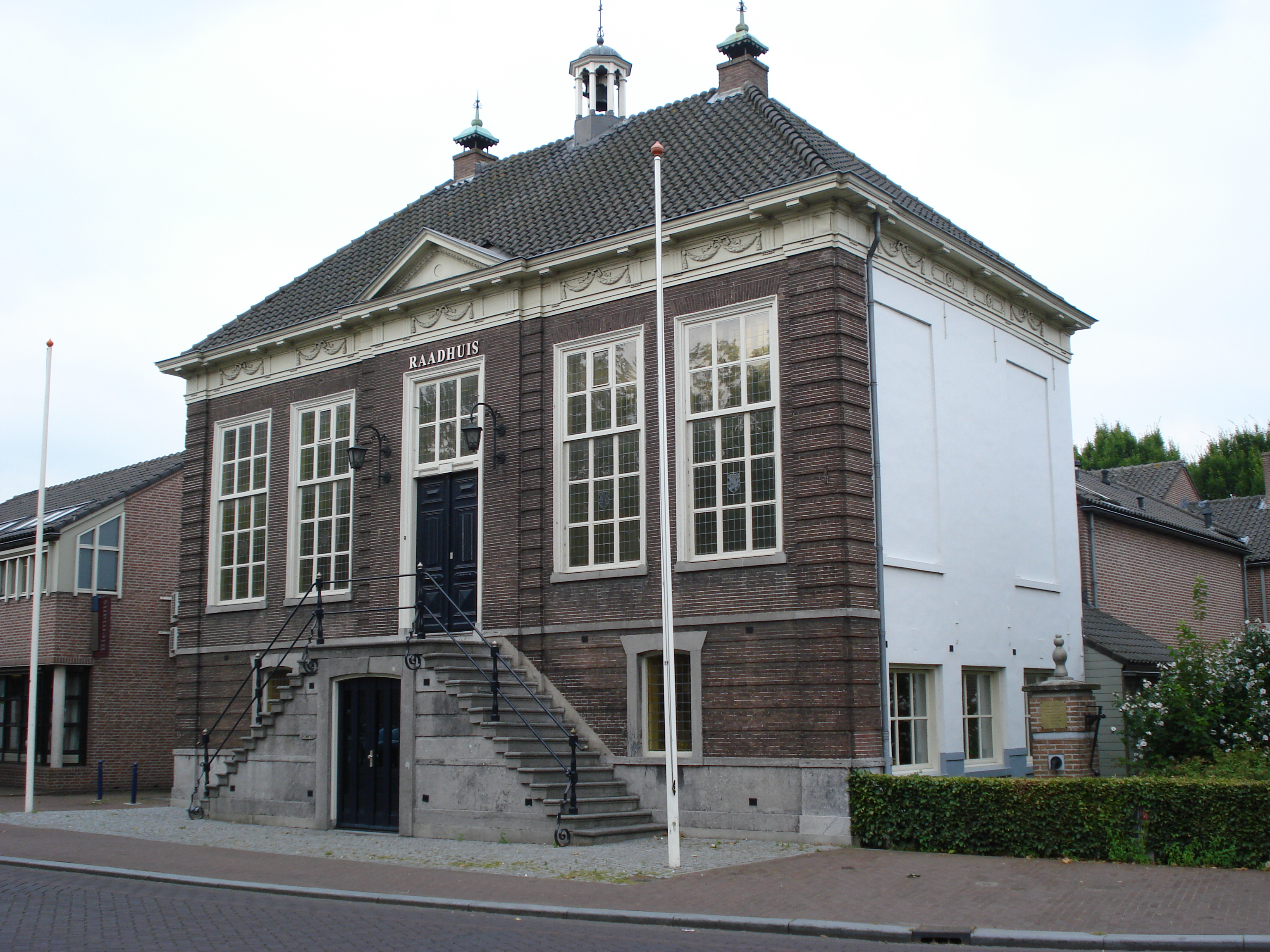
voormalig raadhuis

Erp was nooit een belangrijke plaats, maar was altijd een tamelijk groot dorp. Begin 19e eeuw omschrijft de koster Adriaan Brock uit Sint-Oedenrode op zijn tocht door de Meierij het dorp Erp als volgt:
‘Het is een groot echter geen schoon dorp, wyl er de huizen zeer verspreid liggen, en men treft er behalven het Raad- of Gemeentehuis weinig aanmerkenswaardig aan.’
Dit oude raadhuis (een ontwerp van Hendrik Verhees uit Boxtel) treft men heden ten dage nog in de kom van Erp.
Erp is, evenals Veghel, ontstaan rondom een doorwaadbare plaats in de rivier de Aa. Het middelpunt van Erp is altijd de Sint-Servatiuskerk geweest, vanwaaruit de lintbebouwing zich uitwaaierde. Later werd de agrarische ruimte tussen deze linten opgevuld met kleinschalige woonwijken. Uitbreiding van het woningenbestand vindt momenteel vooral plaats aan de westzijde van Erp, richting Veghel.

## Bezienswaardigheden
- De Sint-Servatiuskerk van Erp werd in 1844 gebouwd. Dit is een zogenaamde Waterstaatskerk, die ontworpen werd door Arnoldus van Veggel in een neoclassicistische stijl. In 1896 sloeg de bliksem in de spits van de toren, waardoor deze vervangen moest worden. Architect Pierre Cuypers maakte het ontwerp voor een nieuwe spits die in 1897 voltooid werd. Ook ontwierp hij een nieuw altaar. Bij de kerk staat een Heilig Hartbeeld (1936) van Wim Harzing.
- Van de Stoomzuivelfabriek "St. Jozef" uit 1916 is het gebouw gerestaureerd. Het bevat een eerste steen die duidelijk maakt dat de pastoor hier toentertijd de belangrijkste autoriteit was.
- Een eenvoudige Mariakapel bestaande uit een Mariabeeld in een bakstenen nis, uit 1993.
- De Watermolenweg herinnert nog aan de dubbele watermolen op de Aa die hier vanaf de Middeleeuwen heeft gestaan, maar die in 1896 is gesloopt.

## Economie
Erp heeft een eigen industrieterrein: De Molenakker. Dat terrein is volop in ontwikkeling. In 2019 nog werd op de Heuvelberg een bedrijfsverzamelgebouw geopend, waarin onder andere bedrijven in de entertainment en de woninginrichting zijn gevestigd. Grootste onderneming in Erp is Van den Bosch Transport, een mondiale speler in het transport van vloeibare en droge bulk. Daarnaast telt het terrein verschillende bouwbedrijven en bouwgerelateerde ondernemingen, waaronder de landelijk actieve Van Grunsven Groep, en bedrijven die aan de agrarische sector zijn gelieerd, zoals Fransen-Gerrits en een bedrijf dat drink- en voedersystemen produceert.

## Natuur en landschap
Erp ligt in het dal van de Aa. Deze beek werd in het begin van de 20e eeuw volledig gekanaliseerd, maar anno 2010 is men bezig haar een meer natuurlijk karakter te geven. Een belangrijk natuurgebied, Het Hurkske, bevindt zich ten zuidoosten van Erp. Ten noorden van Erp liggen de Goorse Bossen, een naaldbosgebied van 97 ha, gelegen op stuifduintjes nabij het dal van de Leijgraaf. De gemeente Veghel is eigenaar van het gebied. Het eigenlijke dal vormt een natte ecologische verbindingszone.

### Landschappelijke ontwikkeling
De gemeente Veghel is bezig met het aanleggen van natuurgebieden ter compensatie van de aanleg van de snelweg A50. Het is de bedoeling het landelijk gebied een grotere ecologische en recreatieve waarde te geven.
Een omvangrijk project is de herontwikkeling van de Aa. Voor het beekdal zijn doelstellingen ten aanzien van natuurontwikkeling, waterbeheer, recreatie, landschap, landbouw en archeologie vastgelegd. De uitwerking bestaat tussen de A50 en de kom van Erp onder meer uit de aanleg van vistrappen, kikkerpoelen, vis- en kanoplaatsen, fietspaden en een meer natuurlijke meanderende loop van de beek met glooiende en begroeide oevers. Het project sluit aan op soortgelijke ontwikkelingen in de dorpen Heeswijk-Dinther en Berlicum.

## Cultuur in Erp

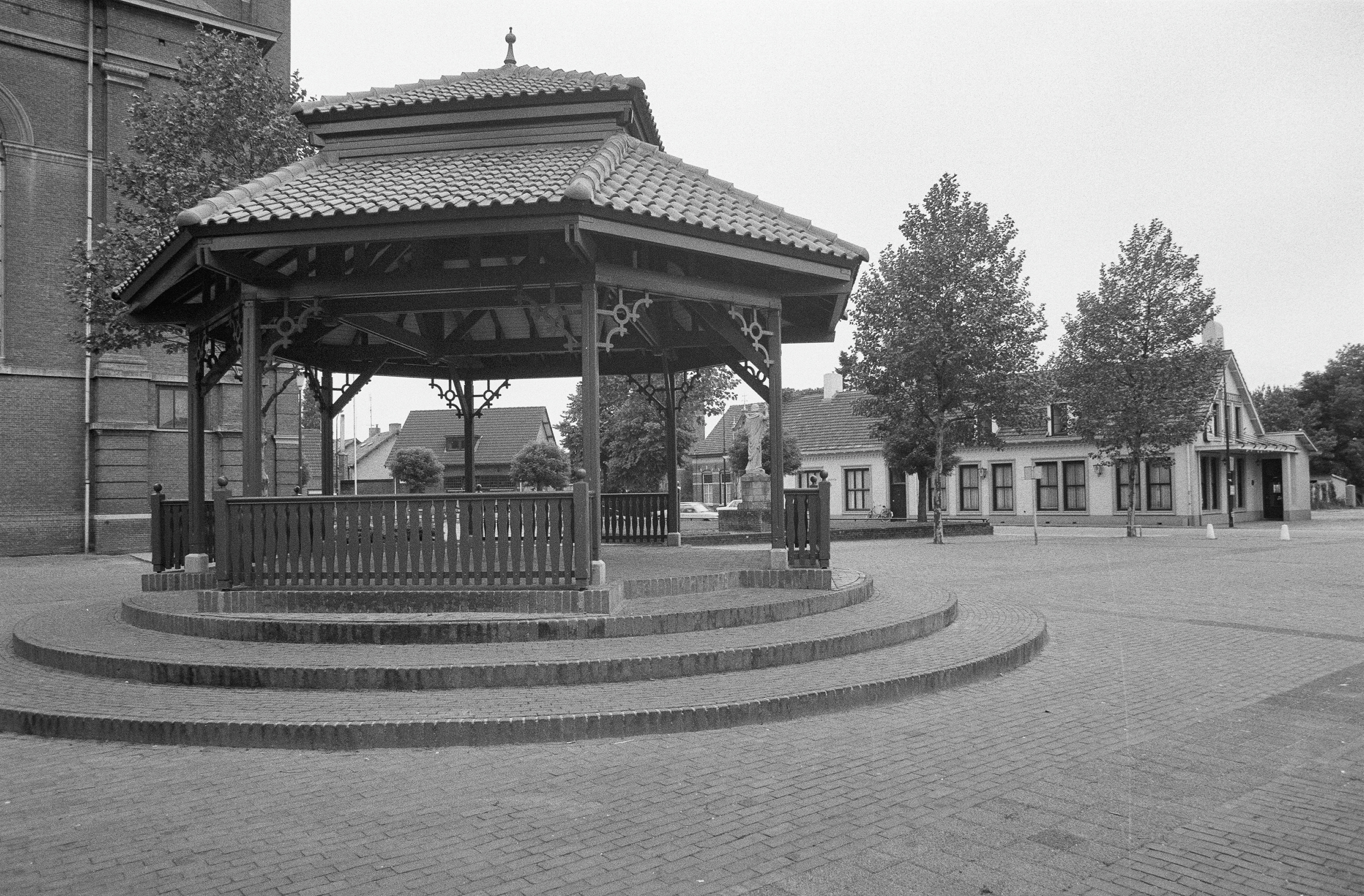
Oude muziektent op het Hertog Janplein

- Harmonie OBK, opgericht in 1920: harmonieorkest en slagwerkgroep.
- Terpsichore Erp, kerkkoor opgericht in 1979
- Blaaskapel De Durdauwers, opgericht in 1959
- Lokale televisie: De Erpse Lokale Omroep was begin jaren 90 een tv-zender op de kabel in Erp en werd door vrijwilligers draaiende gehouden. Begonnen als kabelkrant werden er in de laatste jaren van haar bestaan ook nieuwsprogramma's gemaakt waarin verslaggevers wetenswaardigheden uit het dorp en omstreken presenteerden. Nadat Veghel en Erp zijn samengegaan in de gemeente Veghel, is na een korte samenwerking met Skyline tv (lokale omroep van Veghel) de Erpse Lokale Omroep opgeheven. In 2019 is het initiatief nieuw leven ingeblazen, onder de naam Erthepe Lokaal Online. De omroep valt nu onder de heemkundekring en gebruikt YouTube om haar opnames te delen.
- Onze Lieve Vrouwe en Catharinagilde Erp, schuttersgilde, opgericht 1494, herleefd in 1978 op zondag 25 juni
- Heemkundekring Erthepe, een vereniging van en voor mensen die geïnteresseerd zijn in het heem van Boerdonk, Erp en Keldonk. Heemkundekring Erthepe is opgericht in 1980 en is sinds 2007 hoofdgebruiker van het Raadhuis aan het Hertog Janplein te Erp.

## Sport in Erp
- Voetbalvereniging RKVV Erp opgericht in 1944.
- Korfbalvereniging De Korfrakkers
- Tennisvereniging Hertog Jan
- Handboogsportvereniging Doele Concordia Welvaren
- Souplesse Sport & Dance
- Zaalvoetbal Vereniging Erp (ZVE)
- Toerclub Erp
- KC de Natte Peddel
- TC de Vlotte Trappers
- Biljartclub Geen Keus

## Bekende Erpenaren
- Hendrik Herp (omstreeks 1410), minderbroeder en auteur van mystieke teksten
- Strick van Linschoten (1549), adellijk geslacht
- Jan van Maasakkers (30 augustus 1945), politicus
- Theo Verbruggen (3 maart 1958), journalist, radio- en televisieverslaggever en televisiepresentator
- Anky van Grunsven (2 januari 1968), dressuuramazone
- Miriam Oremans (9 september 1972), ex-proftennisster
- Rick Evers (23 september 1987), royaltydeskundige

## Fotogalerij

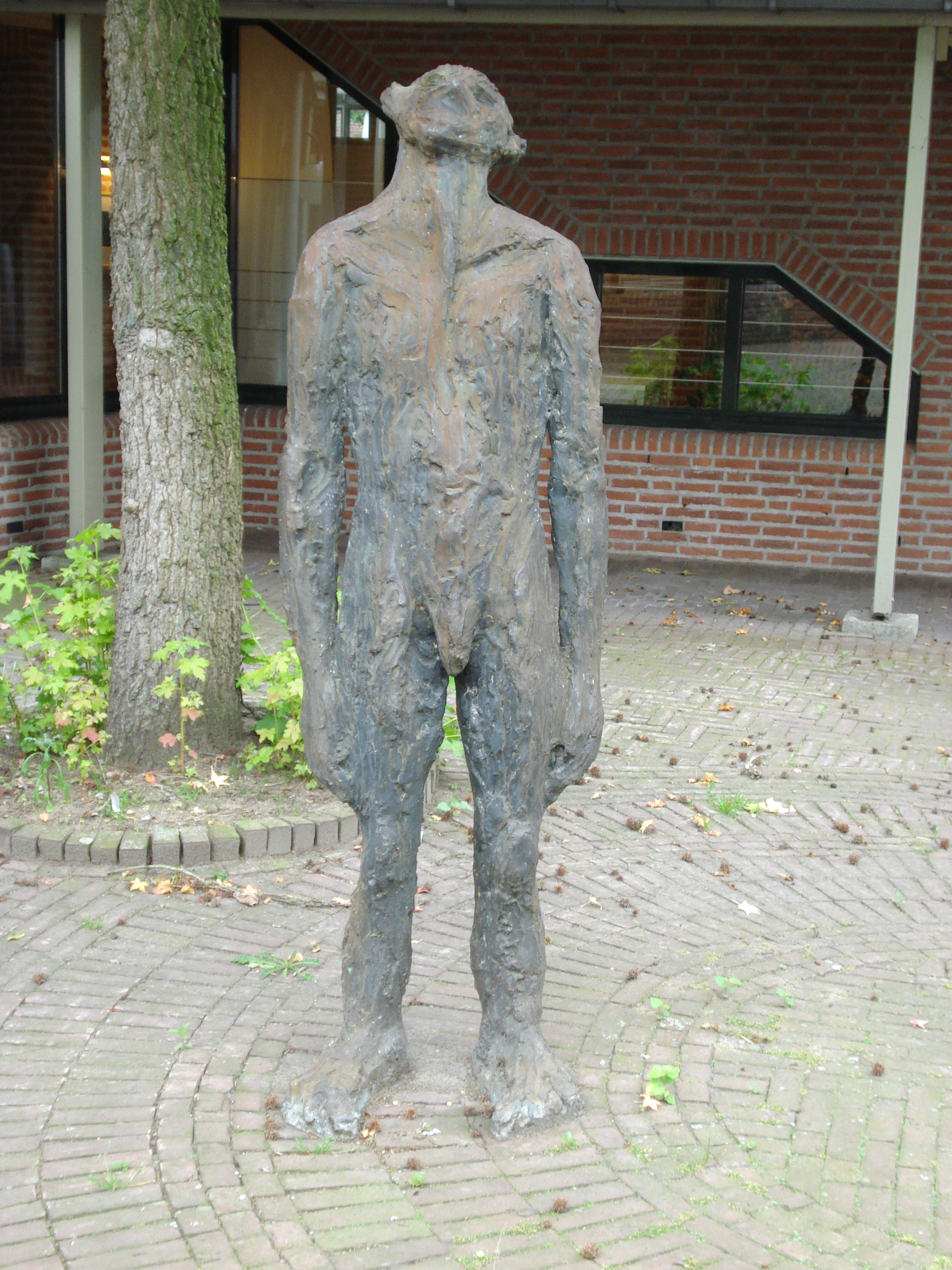
Sculptuur van Anet van de Elzen bij voormalig raadhuis
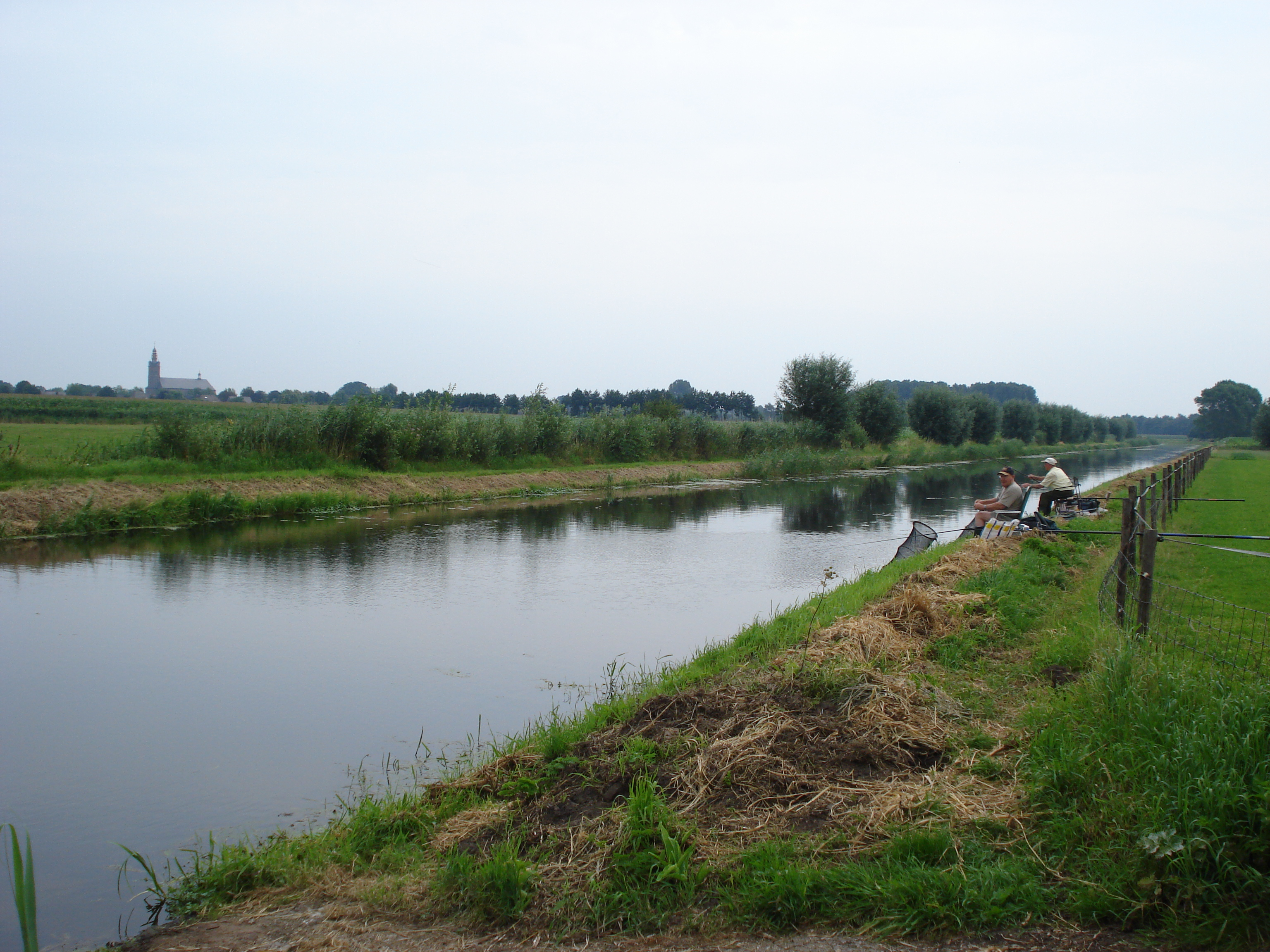
De Aa met kerk Erp op de achtergrond

## Nabijgelegen kernen
Boekel, Mariaheide, Veghel, Gemert, Boerdonk, Keldonk, Uden, Volkel